# Volksbefreiungsfront von Tigray

Flagge der Volksbefreiungsfront

Die Volksbefreiungsfront von Tigray (Tigrinya ሕዝባዊ ወያኔ ሓርነት ትግራይ ḥizbāwī weyānē ḥārinet tigrāy, englisch Tigray People’s Liberation Front, Kürzel TPLF, in Äthiopien eher bekannt unter der Kurzform Woyane) ist eine ehemalige marxistisch-leninistische Befreiungsbewegung und heutige Partei in der äthiopischen Region Tigray, und ist laut Global Terrorism Database eine Terrororganisation.
Die Partei war die beherrschende Kraft in der  Koalition Revolutionäre Demokratische Front der Äthiopischen Völker (EPRDF), die Äthiopien bis 2019 regierte. So ist bzw. war unter anderem der äthiopische Außenminister Seyoum Mesfin und der 2012 verstorbene ehemalige Ministerpräsident Meles Zenawi, der auch Parteivorsitzender war, Mitglied. Zudem stellt die Volksbefreiungsfront von Tigray in der äthiopischen Region Tigray die Regionalregierung. Sie hat insgesamt etwa 500.000 Parteimitglieder. Der militärische Arm der Volksbefreiungsfront von Tigray ist die Volksbefreiungsarmee von Tigré.
Am 18. Januar 2021 beendete die Nationale Wahlkommission Äthiopiens im Zuge der Kriegsgesetze gegen die Regierung 2020 die Registrierung der Volksbefreiungsfront von Tigray als legale politische Partei.
Am 1. Mai 2021 genehmigte der äthiopische Ministerrat eine Resolution zur Ausweisung der TPLF als terroristische Organisation zusammen mit der OLF-Shene nach mehreren Angriffen in verschiedenen Teilen des Landes gegen Zivilisten und öffentliche Infrastruktur in den letzten Jahren.
Der Bürgerkrieg in Tigray weitete sich ab Oktober 2021 zu einem landesweiten Konflikt aus, als die TPLF eine Offensive auf Addis Abeba starteten, welcher sich auch andere Rebellengruppen anschlossen.

## Ideologie
Heute ist die Volksbefreiungsfront von Tigray offiziell demokratisch-sozialistisch und setzt sich für die Selbstbestimmung der Tigray-Ethnie ein. Die Volksbefreiungsfront von Tigray ist geprägt von der ehemaligen Erfahrung im Kampf gegen die realsozialistische Derg-Regierung unter der Arbeiterpartei Äthiopiens.
In den 1970er-Jahren folgte die Volksbefreiungsfront von Tigray einem von der Partei der Arbeit Albaniens geprägten Kommunismus als Leitideologie, entwickelte ab den späten 1980er-Jahren jedoch eine neue Ideologie, die zusammengesetzt ist aus Staatsdirigismus, Kapitalismus und demokratischen Elementen, wobei seit etwa 1985 sozialistische Ziele in der Politik der Organisation immer weiter in den Hintergrund rückten. Die TPLF trat ferner für eine antiimperialistische und antifeudale demokratische Revolution gegen den amharischen Zentralismus sowie für das Selbstbestimmungsrecht Eritreas ein.

## Geschichte

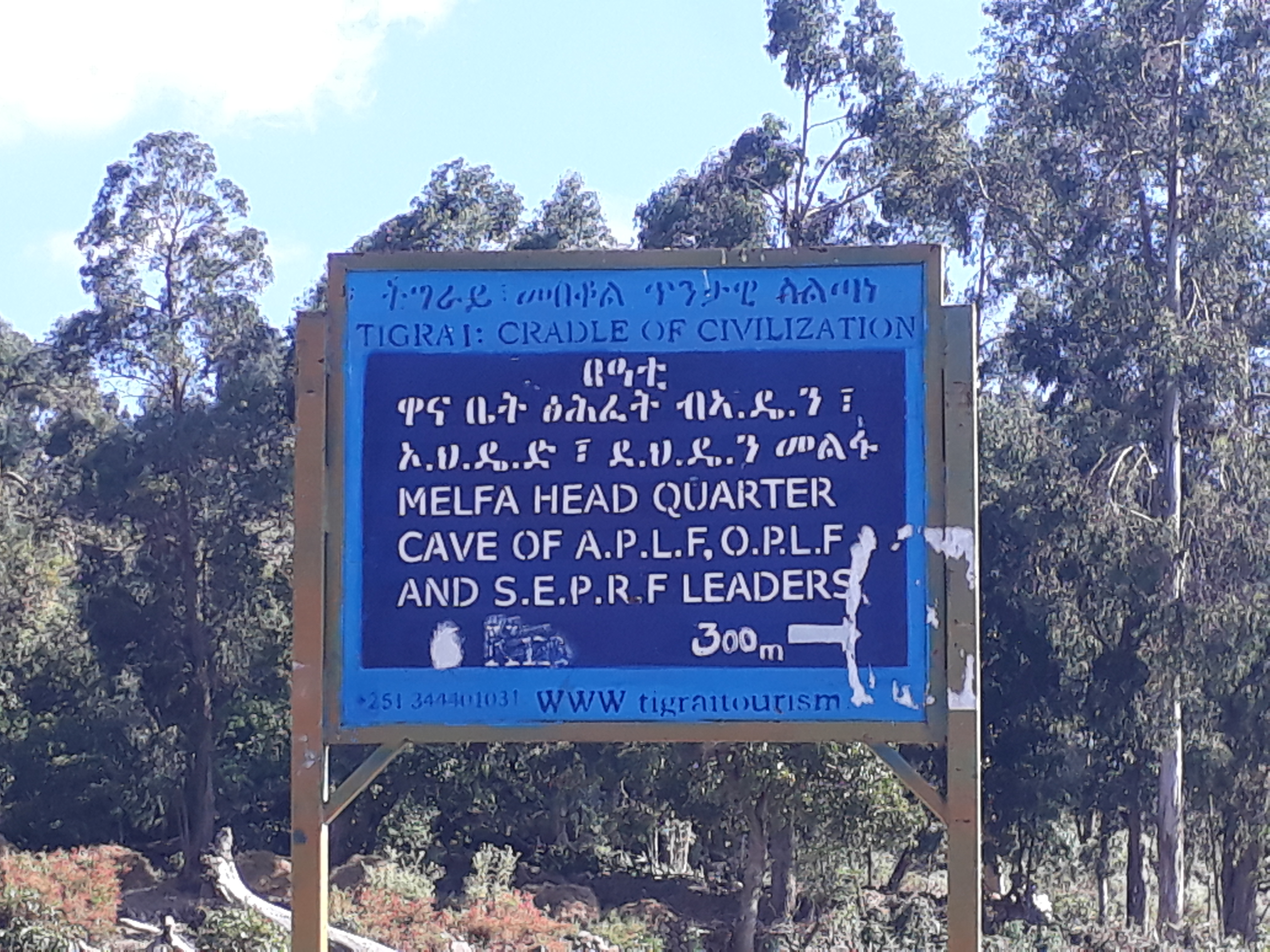
Schild für das ehemalige Hauptquartier der EPDM/APLF/ANDM/ADP in Melfa während des Äthiopischen Bürgerkrieges

Die Volksbefreiungsfront von Tigray wurde 1975 von jüngeren Intellektuellen aus der Tigraynischen Universitäts-Studentenvereinigung (TUSA) als Nachfolgeorganisation der 1974 entstandenen Tigraynischen Nationalen Organisation (TNO) gegründet, die mit dem promonarchistischen Kurs der etablierten Opposition in der Provinz Tigray unzufrieden waren und unter dem Einfluss der Befreiungsfront des Eritreischen Volkes (EPLF) standen. Die TPLF stand seit ihrer Gründung in Opposition zum Derg unter Mengistu und verstand sich zunächst als marxistisch-leninistische Bewegung, die in den 1970er- und 1980er-Jahren enge Beziehungen zur Partei der Arbeit Albaniens und in geringeren Maßen auch zur KPD/ML in der BRD pflegte.
Im Bündnis mit der EPLF gelang es den bewaffneten Einheiten der TPLF, sich Ende der 1970er-Jahre gegen die royalistisch-konservativen Kräfte um Ras Mengesha Seyyum (Äthiopische Demokratische Union), die nationalistische Tigray-Befreiungsfront und gegen die Äthiopische Revolutionäre Volkspartei (IHAPA) militärisch als dominante Kraft der Opposition in Tigray durchzusetzen und – nach einigen militärischen Rückschlägen durch das Derg-Regime – ab 1980 Gebiete zu kontrollieren. Die TPLF begann dort, eine Verwaltung aufzubauen, eine (auch von Gegnern als relativ erfolgreich anerkannte) Agrarreform durchzuführen und wichtige Schritte in Richtung einer Gleichberechtigung von Frauen und Muslimen in einer bisher christlich-patriarchal dominierten Gesellschaft einzuleiten. Der Rebellenorganisation selbst gelang es auch, die Hungerkatastrophe und den von der Regierung eingeleiteten Zwangsumsiedlungen in den Jahren 1984/85 zu überstehen. Ihr gelang es jedoch nicht, über die ihr nahestehende Fürsorgegesellschaft von Tigray (Relief Society of Tigray, REST) Hilfsgüter zu verteilen. Die TPLF soll illegal Entwicklungshilfe für Waffen und die Errichtung einer marxistischen Partei veruntreut haben. Allein 95 % der entsandten Hilfsgelder wurden für Waffenkäufe verwendet.
Ab Anfang 1989 kontrollierte die TPLF Tigray vollständig (außer die Stadt Maychew und die Provinzhauptstadt Mek’ele, ab März 1989 auch Mek’ele) und schloss sich mit der Demokratischen Bewegung des Äthiopischen Volkes (Ethiopian People's Democratic Movement, EPDM) und der Demokratischen Volksorganisation der Oromo zur Äthiopischen Volksrevolutionären Demokratischen Front zusammen, zeitweise bestand innerhalb der TPLF mit der Marxistisch-Leninistischen Liga von Tigray (MALELIT) eine Parallelstruktur, deren Ziel der Aufbau einer Kaderpartei war.
Bei der Parlamentswahl im Mai 2005 erhielt die Partei insgesamt 38 der möglichen 546 Sitze, von denen 24 Männer und 14 Frauen waren.